# ミニウェイ
ミニウェイは、阪神高速道路公団（現：阪神高速道路）が運用していた工事用車両である。車両の上面を道路として運用するという特徴を持つ。

## 概要
阪神高速道路公団が道路工事に伴う渋滞を緩和するために、三菱重工業と共同で開発した車両である。ミニウェイは7つの車体から成っており、7つをつなぐことで全長88mの仮設道路となり、その下には高さ2mの作業空間が確保される。また、ミニウェイの内部には工事に必要な機械類が装備されている。価格は7億円とされる。
1988年度から運用され、主として高架橋のジョイント部分の補修に用いられていた。

## 構造・性能
ミニウェイの各部分は工事現場までトレーラーで運搬されるが、設置を迅速化するために全車体が四輪操舵、両端を除いた5台については四輪駆動（残り2台も二輪駆動）となっており、つないで設置した状態でも3km/hで移動することができた。
公道上を運搬する際の利便性を考慮して、幅は2.95mまで縮めることができ、また中央部のガードレールや端のランプウェイも折りたためるようになっていた。
上面の仮設道路は3.1m幅（ミニウェイの外幅は3.5m）であり、縦方向については6%の勾配で2.3mの高さまで登り降りすることとなる。ミニウェイやその下にある高架橋の耐荷重や高さ方向の制約のため、ミニウェイ上を通れるのは高さ2.0m以下、総重量3.0t以下の乗用車に限られた。

## 沿革
- 1983年（昭和58年）- ミニウェイの検討開始[7]。
- 1987年（昭和62年）- 5号湾岸線の未開業区間を使ってフィールドテストが行われる[7]。
- 1989年（平成元年）- 大阪府内で運用開始[7]。
- 1990年（平成2年）
  - 兵庫県内でも運用開始[7]。
  - グッドデザイン賞を受賞[2]。
- 1991年（平成3年）- 土木学会技術開発賞を受賞[8]。
- 1995年（平成7年）- 阪神・淡路大震災が発生。兵庫県内でこれ以降に運用されることはなかった[7]。
- 1999年（平成11年）3月 - 池田線での運用を最後に引退[6]。

## 交通量への影響
ミニウェイの設置・撤去にかかる時間は、事前の車線規制に30分程度、ミニウェイ自体の設置や撤去に30 - 40分程度とされている。片側2車線ある道路を1車線に規制すると交通量は40%程度まで減少するが、1車線+ミニウェイの状態では通常の70 - 80%程度の交通量を確保できる。

## 廃止
ミニウェイは阪神高速道路の本線上で使用されてきて、渋滞低減効果だけでなく渋滞対策へのPR効果もあったが、維持費・運用費や事前広報の費用がかさむこと、またジョイント自体を減少・長寿命化する工事を進めたことで出番が減ったこともあり、耐用年数を迎えた1998年度で使用を終了した。最終的に、大阪府内で105回、兵庫県内で20回と、あわせて125回使用された。
中日本高速道路では都市部の高架橋の更新工事で交通を確保しながら工事を施工するため、2車線分に大型化した「大規模工事用ミニウェイ」の検討を行っている。